# Eufoni
Eufoni (av grekiskans ἐυφωνία, ἐυ "gott", "väl" och φωνή "ljud"), välljud, är något som får oss att känna välbehag. Välljud är en högst subjektiv upplevelse. Eufoni kan innefatta musik, efterklang och andra akustiska fenomen. Motsatsen till välljud är buller eller kakofoni.